# Kawaharazuka Takeshi
Kawaharazuka Takeshi (sinh ngày 1 tháng 2 năm 1975) là một cầu thủ bóng đá người Nhật Bản.

## Giải vô địch Bóng đá bãi biển thế giới
Kawaharazuka Takeshi được triệu tập vào đội tuyển Nhật Bản tham dự Giải vô địch Bóng đá bãi biển thế giới 2005, 2006, 2008, 2009, 2011, 2013.